# Säby Västerskog
Säby Västerskog är ett naturreservat i Linköpings kommun i Östergötlands län.
Området är naturskyddat sedan 1974 och är 16 hektar stort. Reservatet omfattar en höjd med mindre sluttningar. Reservatet består av urskogsliknande barrskog.